# Diamant-Regenbogenfisch
Der Diamant- oder Neon-Regenbogenfisch (Melanotaenia praecox) ist ein als Aquarienfisch bekannter Süßwasserfisch aus der Familie der Regenbogenfische.

## Merkmale
Der Körper der Diamant-Regenbogenfische ist neonblau mit roten Rücken-, After- und Schwanzflossen. Die Körperlänge beträgt 6, selten bis zu 8 cm. Die Geschlechter sind verhältnismäßig einfach zu unterscheiden: Die Färbung der etwas kleineren weiblichen Tiere ist blasser und ihre Beflossung ist meist gelblich-orange.

## Vorkommen
Der Diamant-Regenbogenfisch ist im Mamberamo-Flusssystem in der Provinz Papua, Neuguinea heimisch, wo er zuerst 1910 vom Holländer W.C. van Heurn in einem Zufluss gesammelt wurde. Dort lebt er in langsam fließenden und oft durch verrottende Vegetation teefarbenen kleinen Urwaldgewässern.

## Sonstiges

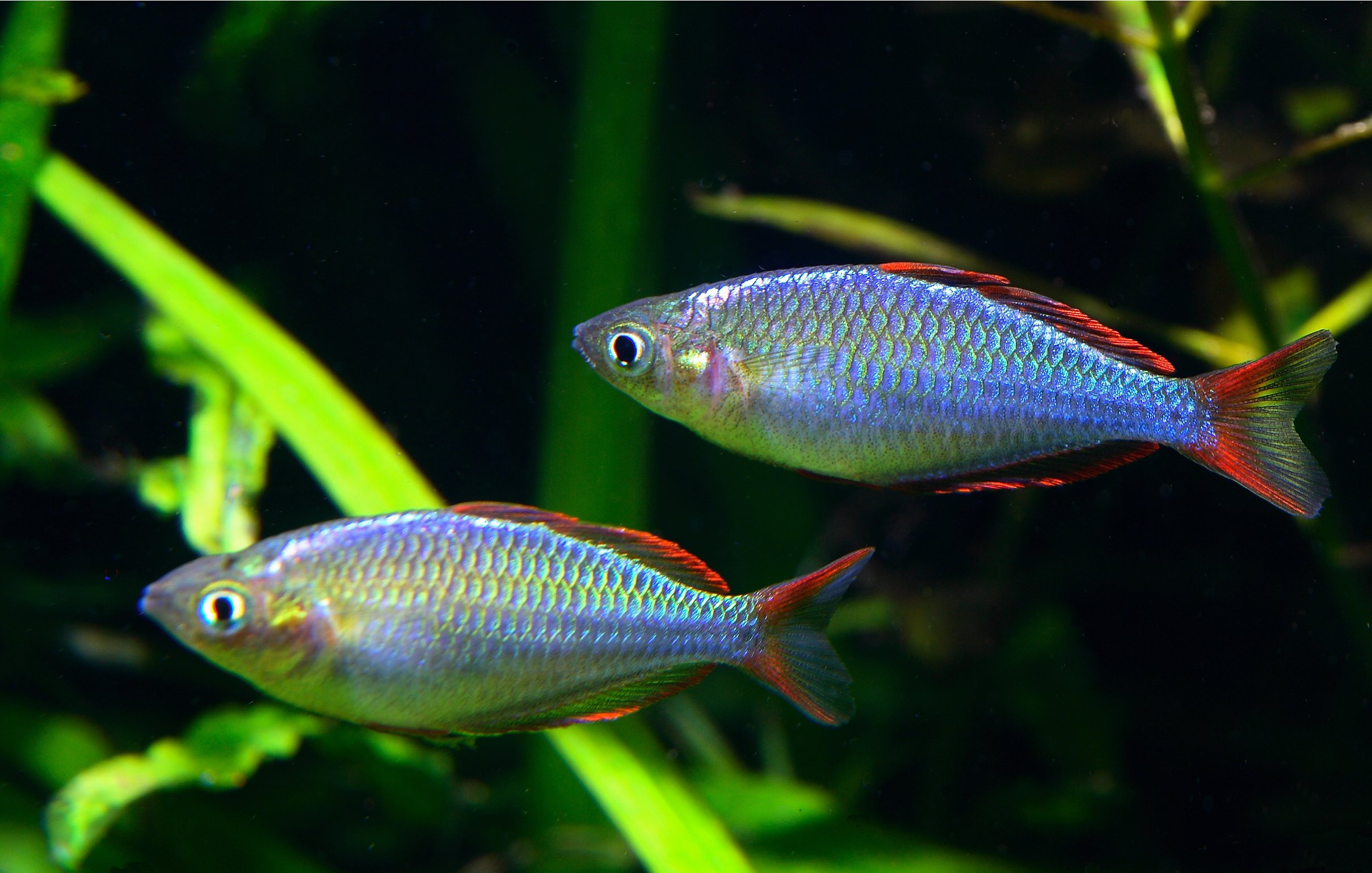
Diamant-Regenbogenfische im Aquarium

Aufgrund seiner Färbung und seiner für Regenbogenfische geringen Größe, ist der Diamant-Regenbogenfisch für die Aquarienhaltung besonders geeignet. Lebende Exemplare wurden Anfang der 1990er Jahre von einem Aquarianer in die USA und vom Abenteurer Heiko Bleher nach Europa gebracht und werden heute weltweit kommerziell nachgezüchtet.
1998 wurden dem bekannten Diamant-Regenbogenfisch sehr ähnlich aussehende Tiere in kleinen Bächen und sumpfigen Teichen im Tirawiwa, einem Zufluss des Wapoga in der Nähe von Siewa, etwa 200 km westlich des Mamberamo-Beckens gefunden. Diese Exemplare wurden mittlerweile als neue Schwesterart Melanotaenia rubrivittata beschrieben und unterscheiden sich genetisch von den Fischen aus dem Mamberamo-Becken und morphologisch durch rote Längsstreifen zwischen jeder Schuppenreihe.